# Ridbyxor m/1886

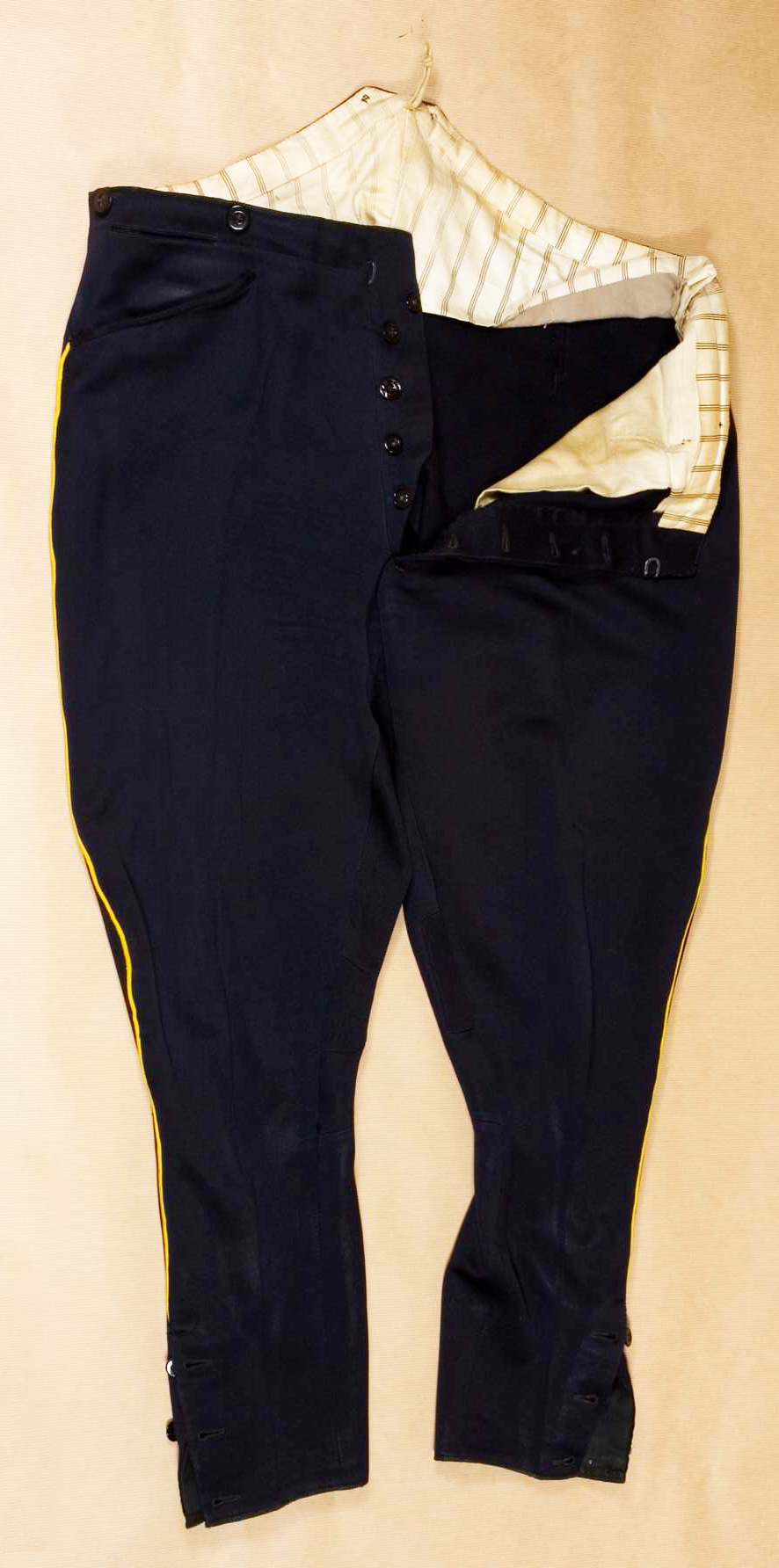
Ridbyxor m/1886 för Svea livgarde (I 1). Notera den gula passpoalen.

Ridbyxor m/1886 är en ridbyxa som har använts inom försvarsmakten (dåvarande krigsmakten).

## Utseende
Samma som ridbyxor m/1895 för kavalleriet, men av mörkblått kläde, yllediagonal eller ripsdiagonal (samma som vapenrocken). I yttersömmen från fickans överkant till sprundets överkant finns en 2–3 mm bred passpoal i gult för Svea livgarde (I 1) eller rött för Göta livgarde (I 2). Passpoalen är inte att förvirras med revär, vilket är bredare band.

## Användning
Ridbyxorna användes endast vid ridning och enskild uppträdande till vapenrock m/1886 modell II vid Svea livgarde (I 1) och Göta livgarde (I 2). Idag är det en tillåten persedel inom Livgardet (LG), men får då anskaffas genom den enskildes försorg.

### Webbkällor
1. ↑  Försvarsmakten. ”Uniformsbestämmelser 2009 - Kapitel 4: Paraduniformer”. s. 44. Arkiverad från originalet den 28 augusti 2010. https://web.archive.org/web/20100828071307/http://www.forsvarsmakten.se/upload/dokumentfiler/uniformer/4_Paraduniformer.pdf. Läst 20 september 2012.